# ボクシング・マガジン
『ボクシング・マガジン』(BOXING MAGAZINE) は、ベースボール・マガジン社（以下BBM社）が発行していたボクシング専門雑誌である。日本のボクシング専門誌としては最も歴史が長かったが、2022年7月発売の8月号を以って休刊になった。
なお、本項目ではBBM社に吸収されたガゼット出版社（以下ガゼット社）の『ボクシング・ガゼット』についても詳述する。

## 概要
1956年6月に『ボクシング・マガジン』創刊。表紙に選ばれたボクサーは金子繁治（写真左）と三迫仁志だった。
1957年1月よりプロレス専門誌『月刊プロレス』に吸収され、『プロレス&ボクシング』となる。
1964年11月号より、BBM社がガゼット社を吸収した事に伴い、ガゼット社が発行していた『ボクシング・ガゼット』を吸収。
1972年8月、『プロレス&ボクシング』からボクシング記事を分離・『プロレス&ボクシング 別冊』（1971年11月 - 1972年7月発行）を改題する形で独立。国内外プロアマ問わず様々なボクシング情報を掲載し、インタビューや特集記事も組まれていた。また、巻末には全国のボクシングジムの広告が索引つきで掲載されていた。
2022年7月発売の8月号を以って休刊。

## ボクシング・ガゼット
ボクシング・ガゼットは1934年に創刊され、ガゼット社が発行していたボクシング雑誌である。
誠文堂新光社から独立したばかりの郡司信夫と荻野貞行（日本ボクシングの母）によって創刊され、郡司が編集長を務めた。創刊に併せて「拳道会ボクシング練習場」を設立。このジムは「BGジム」の通称を持ち、BGはボクシング・ガゼットの略称である。一方、ガゼット社は「ボクシング年鑑」（当初は「拳闘年鑑」）も発行していた。年鑑は戦争で一時中断されるが、中断期間中も郡司が記録を採り、1958年に復活。計5冊発行された。
1964年にガゼット社がBBM社に吸収されたため、同年10月号で事実上廃刊。これに伴いボクシング年鑑もBBM社が引継ぎ、1962 - 1964年は合併号として発行された。また、ボクシング・マガジンでは「ガゼット座談会」を主催して、その模様が同誌に掲載されていた。ガゼット座談会は郡司が死去するまで続いた。2010年4月号において「新・ガゼット座談会」として復活した。